# Międzyszkolny Ośrodek Sportowy w Ełku
Międzyszkolny Ośrodek Sportowy w Ełku – wielosekcyny klub sportowy w Ełku, który powstał w roku 1993. Jako początek działalności sekcji wioślarskiej uznaje się jednak 1963 rok – wtedy powstała istniejąca do dziś sekcja wioślarska, która początkowo działała przy lokalnym oddziale Ligi Obrony Kraju, a następnie przy MKS Mazur Ełk.

## Historia
Wioślarze swą działalność w Ełku rozpoczęli w 1963 przy ośrodku Ligi Obrony Kraju. Sekcja ta powstała z inicjatywy i przy pomocy działaczy wioślarskich: Edwarda Kobylińskiego, Jerzego Koryckiego, Władysława Rogowskiego oraz Kazimierza Żytowieckiego. Sekcja ta w latach 70. przejęta została przez Miejski Klub Sportowy „Mazur” Ełk. W okresie tym działacze wioślarscy A. Spychała, Z. Grajewski, T. Kotarski oraz trener Tadeusz Zemel doprowadzili do budowy ośrodka sportów wodnych przy ul. Grunwaldzkiej w Ełku. Budowę współfinansowaną przez Totalizator Sportowy zakończono w 1983. W tamtym czasie klub szkolił młodych zawodników, którzy po osiągnięciu wieku seniora trafiali do innych klubów lub do szkolenia centralnego.
W związku z przekształceniami ustrojowymi, w roku 1993 sekcję wioślarską przejęło lokalne Kuratorium Oświaty. W oparciu o ówczesną ustawę o systemie oświaty, utworzyło ono Międzyszkolny Ośrodek Sportowy w Ełku, który przejął również przystań wioślarską. W klubie tym obok sekcji wioślarskiej działać zaczęła sekcja żeglarska. W 1999 roku – po reformie administracyjnej – organem nadzoru stał się Starosta Powiatowy w Ełku.
Na przełomie XX i XXI wieku rozpoczęło się pasmo sukcesów zawodników sekcji wioślarskiej. Na mistrzostwach Polski młodszych kategorii wiekowych co roku zdobywali liczne medale. Regularnie powoływani byli do reprezentacji Polski juniorów. Po osiągnięciu wieku młodzieżowca, kontynuowali oni szkolenie w innych, bogatszych klubach w większych miastach. Część z nich osiągnęła znaczące sukcesy na arenie międzynarodowej – z udziałem w igrzyskach olimpijskich włącznie. W okresie tym powstały dwie nowe sekcje: pływacka i lekkoatletyczna.
Rozwój klubu oraz brak większych remontów od połowy lat 80. XX wieku, spowodowały konieczność rozbudowy siedziby przy ul. Grunwaldzkiej. Przeprowadzono to w roku 2017 i 2018, przy wykorzystaniu środków unijnych.

## Wyniki sportowe wioślarzy
Największymi sukcesami w historii sekcji wioślarskiej MOS Ełk był start pięciu wychowanków klubu w igrzyskach olimpijskich oraz medal jednego z nich w zawodach Przyjaźń-84 (tj. w „igrzyskach zastępczych” dla reprezentantów krajów komunistycznych, które zbojkotowały Igrzyska Olimpijskie w 1984).
W XXI wieku młodzi zawodnicy klubu regularnie powoływani są do reprezentacji Polski w młodszych kategoriach wiekowych. W ostatnim okresie w mistrzostwach świata i Europy juniorów wystąpili: Karol Słoma (brązowy medal na MŚJ w 2002), Łukasz Siemion (MŚJ w 2003), Natalia Maciukiewicz (brązowy medal na MŚJ w 2004), Izabela Słoma (MŚJ w 2006), Mateusz Nawrocki (MEJ w 2013), Patryk Przekopski (MŚJ w 2014).
W ostatnich latach, według punktacji Polskiego Związku Towarzystw Wioślarskich, wioślarze MOS Ełk zajęli następujące miejsca w klasyfikacji drużynowej:
- w roku 1997 – 30 miejsce na 35 sklasyfikowanych klubów[11],
- w roku 1998 – 18 miejsce na 35 sklasyfikowanych klubów[12],
- w roku 1999 – 21 miejsce na 32 sklasyfikowane kluby[13],
- w roku 2000 – 23 miejsce na 33 sklasyfikowane kluby[13],
- w roku 2001 – 13 miejsce na 33 sklasyfikowane kluby[13],
- w roku 2002 – 15 miejsce na 33 sklasyfikowane kluby[13],
- w roku 2003 – 15 miejsce na 34 sklasyfikowane kluby[13],
- w roku 2004 – 14 miejsce na 34 sklasyfikowane kluby[13],
- w roku 2005 – 13 miejsce na 36 sklasyfikowanych klubów[13],
- w roku 2006 – 25 miejsce na 34 sklasyfikowane kluby[13],
- w roku 2007 – 20 miejsce na 35 sklasyfikowanych klubów[13],
- w roku 2008 – 21 miejsce na 37 sklasyfikowanych klubów[13],
- w roku 2009 – 22 miejsce na 38 sklasyfikowanych klubów[13],
- w roku 2010 – 21 miejsce na 37 sklasyfikowanych klubów[13],
- w roku 2011 – 16 miejsce na 35 sklasyfikowanych klubów[13],
- w roku 2012 – 29 miejsce na 35 sklasyfikowanych klubów[13],
- w roku 2013 – 25 miejsce na 38 sklasyfikowanych klubów[13],
- w roku 2014 – 20 miejsce na 36 sklasyfikowanych klubów[14],
- w roku 2015 – 12 miejsce na 38 sklasyfikowanych klubów[15],
- w roku 2016 – 17 miejsce na 37 sklasyfikowanych klubów[16],
- w roku 2017 – 20 miejsce na 35 sklasyfikowanych klubów[17],
- w roku 2018 – 20 miejsce na 36 sklasyfikowanych klubów[18],
- w roku 2019 – 18 miejsce na 38 sklasyfikowanych klubów[19].

## Galeria zdjęć

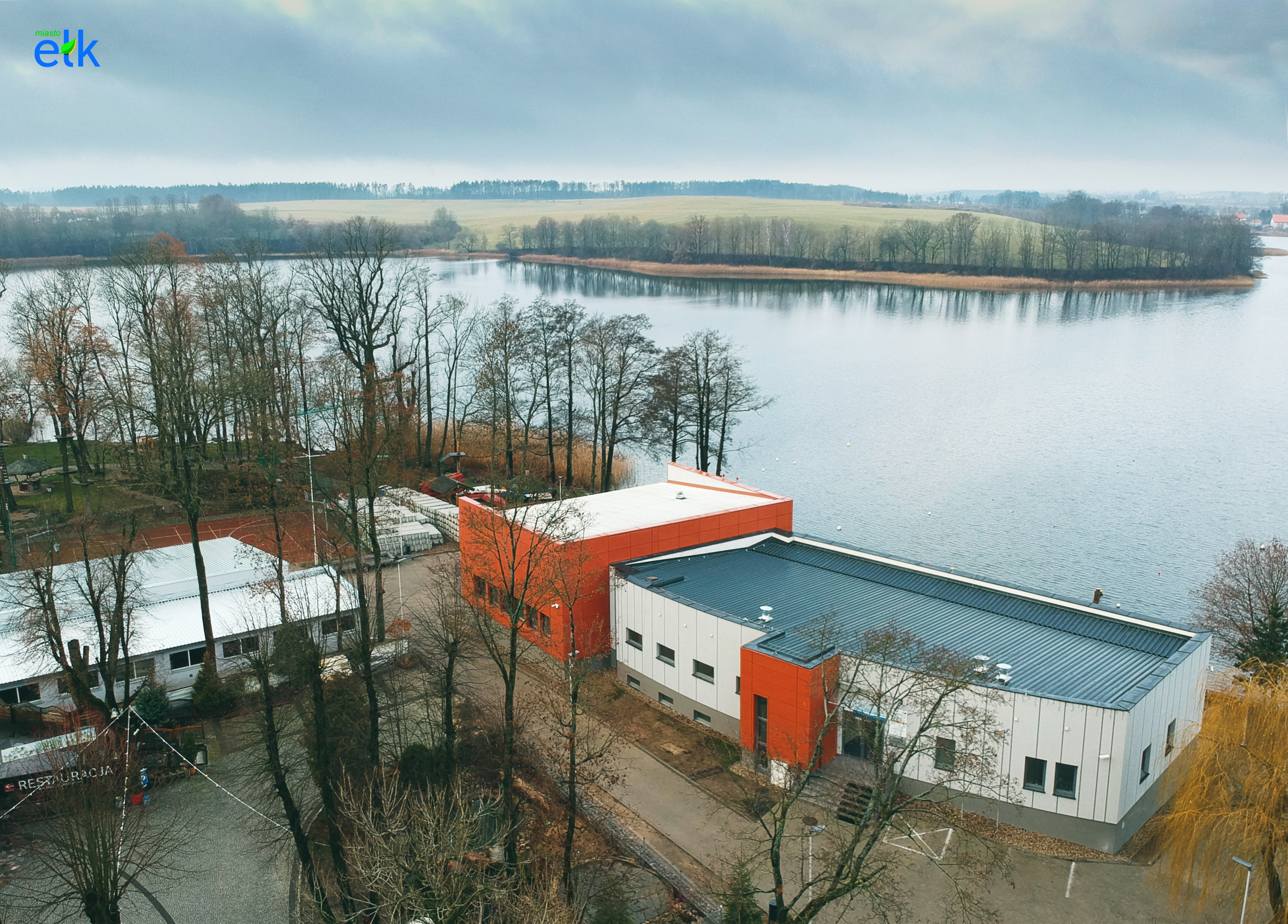
Przystań MOS Ełk w 2019
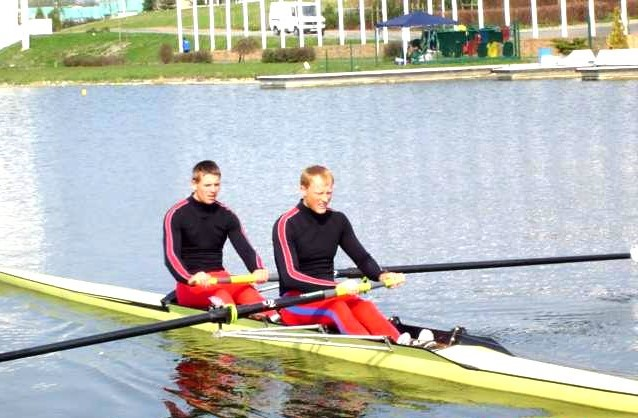
M. Daniszewski - wychowanek klubu, olimpijczyk z 2004 (z prawej)
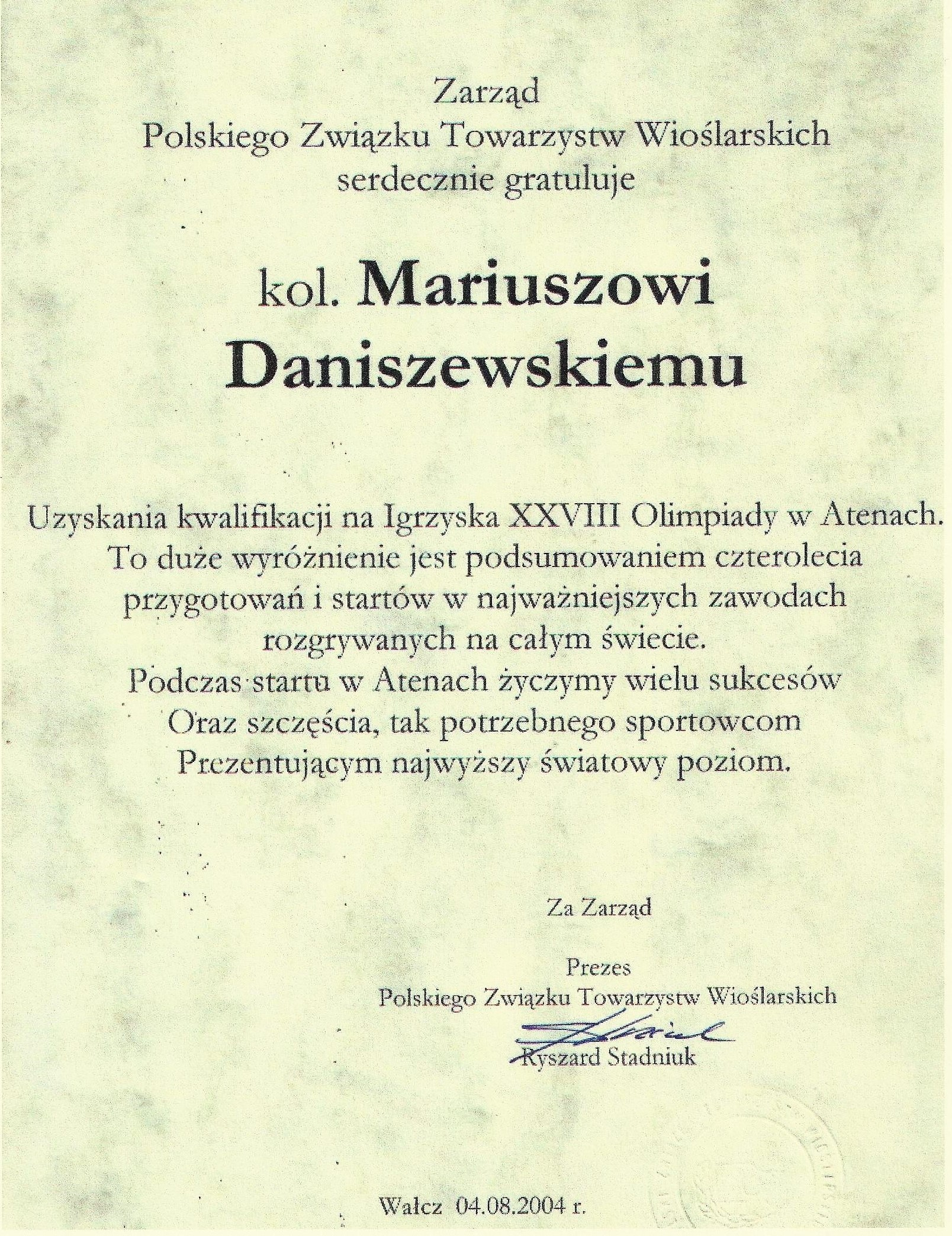
Nominacja olimpijska Mariusza Daniszewskieo
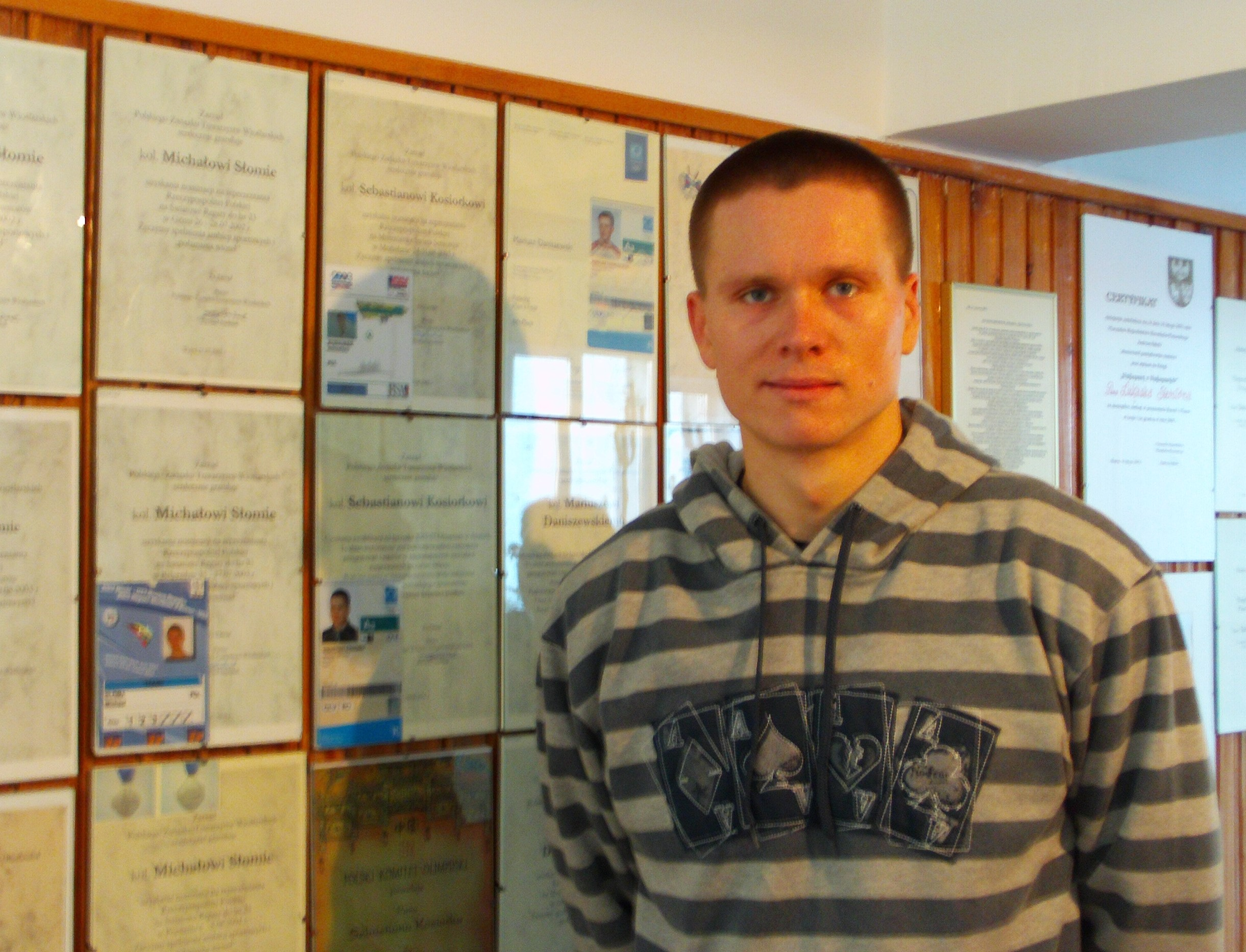
S. Kosiorek - olimpijczyk, obecnie trener w MOS Ełk
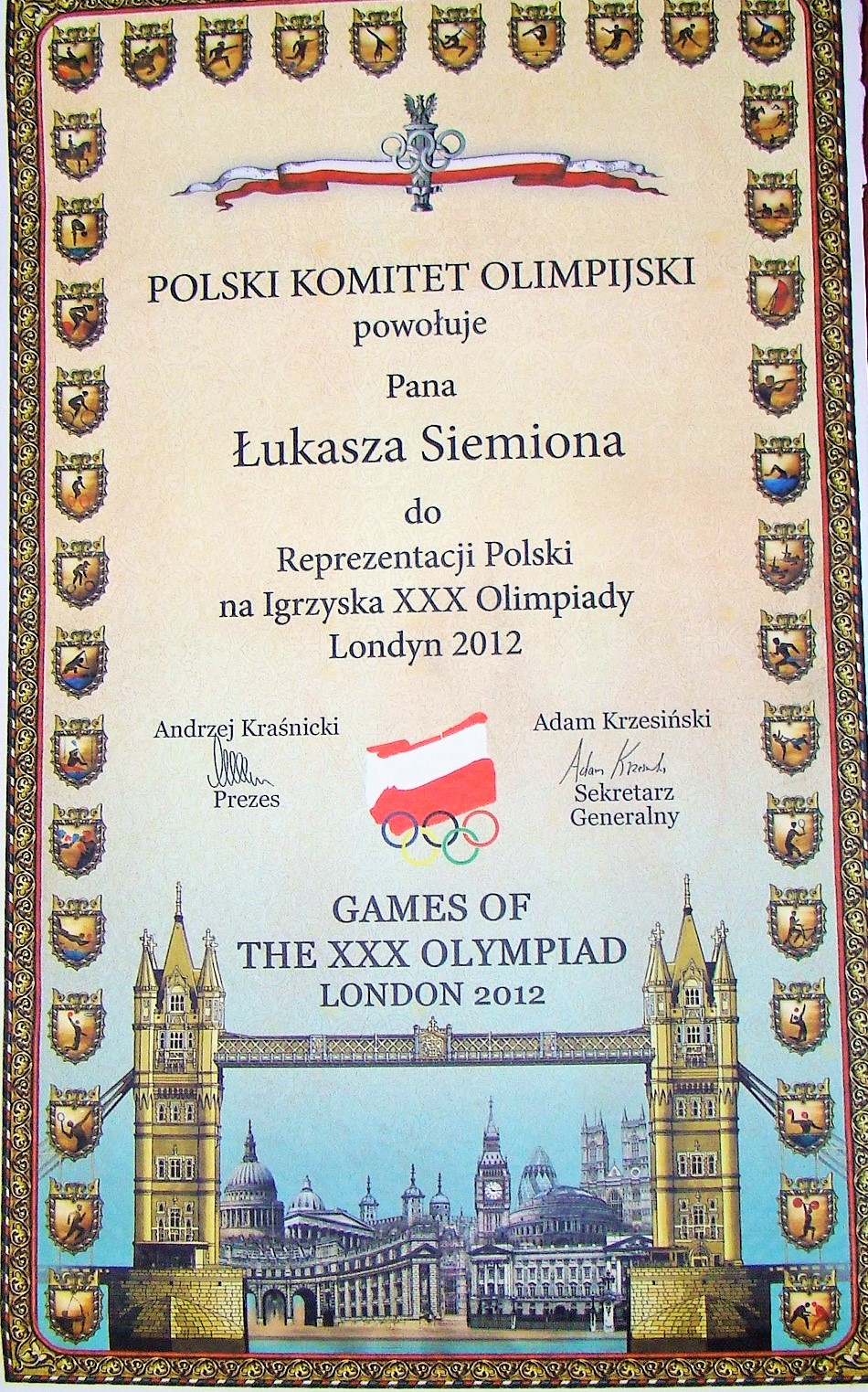
Nominacja olimpijska Łukasza Siemiona

## Sekcja żeglarska
Sekcja żeglarska Istnieje od początku działalności Międzyszkolnego Ośrodku Sportowego w Ełku. Początkowo szkoliła zawodników w klasie „Optymist” i „Cadet”, potem też w innych klasach jednostek. Do jej najwybitniejszych wychowanków należy Magdalena Daniszewska, juniorska Mistrzyni Polski, uczestniczka mistrzostw Europy i świata.

## Sekcja pływacka
Sekcja pływacka utworzona została w roku 2004. W swej historii wychowała licznych reprezentantów kraju, a junior, Maciej Falaciński, w roku 2013 został Mistrzem Europy w sztafecie 4x100m stylem dowolnym

## Sekcja lekkoatletyczna
Sekcja lekkoatletyczna działa w MOS Ełk od 2013 roku. Już w 2016 roku pierwsze zawodniczki klubu wywalczyły medale Mistrzostwa Polski Juniorów.

## Najwybitniejsi zawodnicy

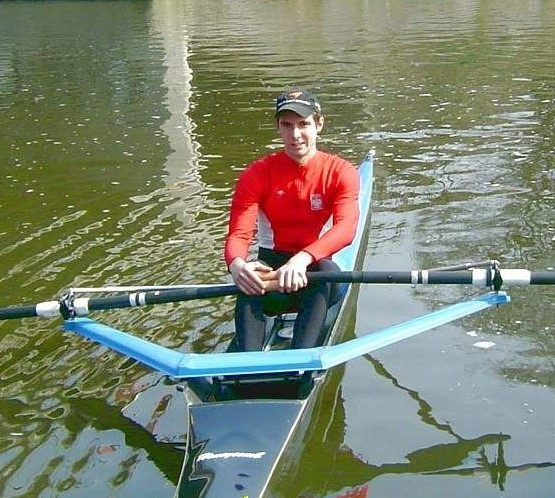
Łukasz Siemion

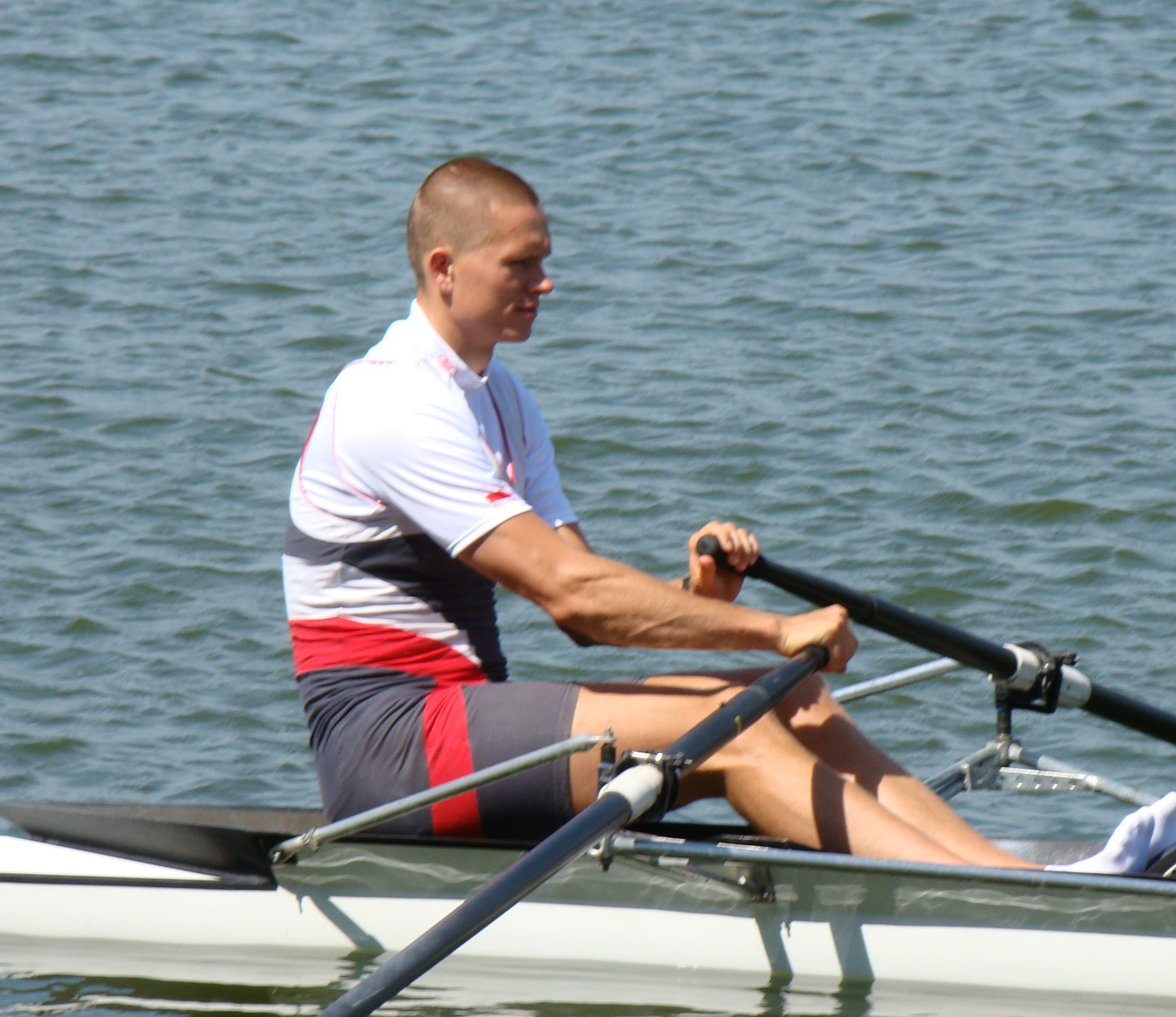
Sebastian Kosiorek

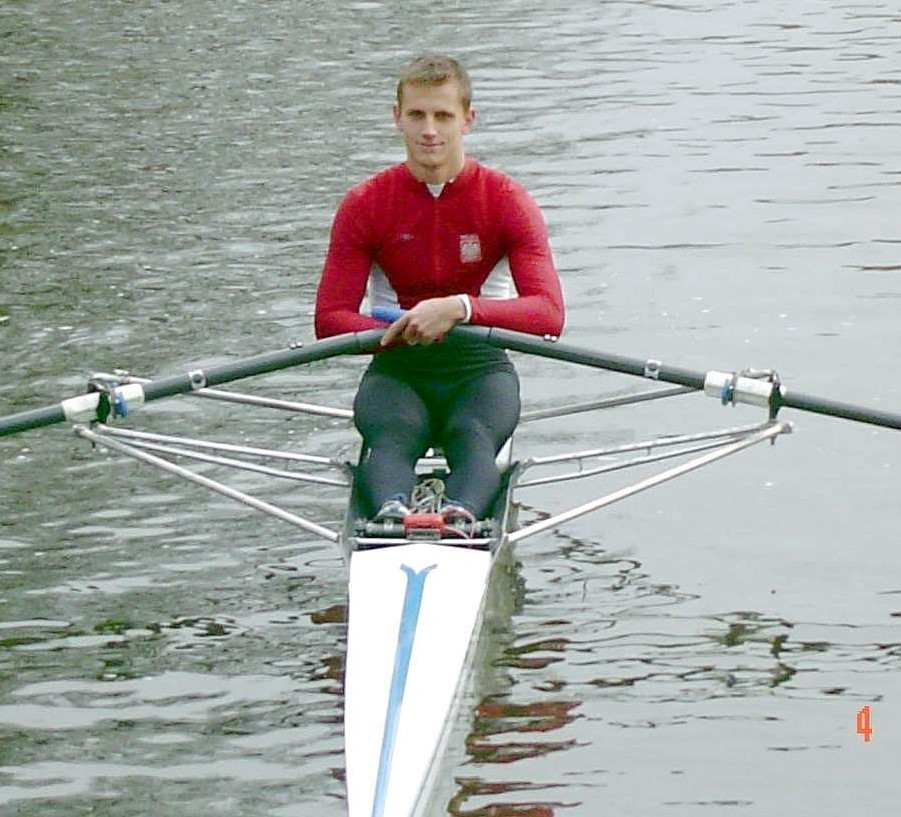
Michał Słoma

Najwybitniejszymi zawodnikami MOS Ełk w jego historii byli:
Łukasz Siemion – wychowanek MOS Ełk i jako jego zawodnik, mistrz świata młodzieżowców z 2004. Po przejściu w 2005 do LOTTO-Bydgostii Bydgoszcz olimpijczyk, medalista mistrzostw świata i Europy seniorów. Jego najlepsze wyniki:
- 2012 –  Igrzyska Olimpijskie, Londyn – czwórka bez sternika wagi lekkiej – odpadł w repasażu,
- 2009 – Mistrzostwa Świata, Poznań – czwórka bez sternika wagi lekkiej –  brązowy medal,
- 2010 – Mistrzostwa Europy, Montemor-o-Velho – czwórka bez sternika wagi lekkiej –  srebrny medal,
- 2006 – Mistrzostwa Świata, Eton – ósemka wagi lekkiej –  brązowy medal,
- 2004 – Młodzieżowe Mistrzostwa Świata, Poznań – czwórka bez sternika wagi lekkiej –  złoty medal,

Sebastian Kosiorek – wychowanek MOS Ełk. Po przejściu do LOTTO-Bydgostii Bydgoszcz dwukrotny olimpijczyk i medalista mistrzostw Europy w wioślarstwie. Po zakończeniu kariery – trener w MOS Ełk. Jego największe osiągnięcia:
- 2004 –  Igrzyska Olimpijskie, Ateny – ósemka – VIII miejsce,
- 2008 –  Igrzyska Olimpijskie, Pekin – ósemka – V miejsce,
- 2007 – Mistrzostwa Europy, Poznań – ósemka –  srebrny medal.
- 2008 – Mistrzostwa Europy, Ateny – ósemka –  brązowy medal.

Mariusz Daniszewski – wychowanek MOS Ełk. Po przejściu do LOTTO-Bydgostii Bydgoszcz olimpijczyk i mistrz świata młodzieżowców. Jego największe sukcesy to:
- 2004 –  Igrzyska Olimpijskie, Ateny – czwórka bez sternika – VI miejsce,
- 2000 – Młodzieżowe Mistrzostwa Świata, Kopenhaga – dwójka bez sternika –  złoty medal,
- 2002 – Mistrzostwa Świata, Sewilla – czwórka bez sternika – VIII miejsce.

Michał Słoma – wychowanek klubu. Już po przejściu do AZS UMK Toruń olimpijczyk i medalista mistrzostw Europy, odniósł wtedy następujące sukcesy:
- 2012 –  Igrzyska Olimpijskie, Londyn – jedynka – XVII miejsce,
- 2009 – Mistrzostwa Europy, Brześć – czwórka podwójna –  brązowy medal,
- 2004 – Młodzieżowe Mistrzostwa Świata, Poznań – czwórka podwójna –  srebrny medal,
- 2007 – Mistrzostwa Europy, Poznań – dwójka podwójna – czwarte miejsce,
- 2011 – Mistrzostwa Europy, Płowdiw – jedynka – czwarte miejsce,

Mirosław Szymanowski – wychowanek klubu. Już po przejściu do AZS Szczecin wielokrotny reprezentant kraju, medalista ”igrzysk” Przyjaźń-84; jego wyniki w tym okresie:
- 1984 –  Zawody Przyjaźń-84, Moskwa – czwórka podwójna –  srebrny medal[31],
- 1985 – Mistrzostwa Świata, Hazewinkel – czwórka podwójna – VI miejsce,

Karol Słoma – wychowanek klubu, medalista mistrzostw świata juniorów, wielokrotny reprezentant kraju. Największymi jego osiągnięciami było:
- 2002 – Mistrzostwa Świata Juniorów Troki – czwórka podwójna –  brązowy medal,
- 2005 – Młodzieżowe Mistrzostwa Świata, Amsterdam – czwórka podwójna – VI miejsce,

Patryk Przekopski – wychowanek klubu, w jago barwach uczestnik Mistrzostw Świata Juniorów w 2014 w Hamburgu. Już po przejściu do AZS UMK Toruń w 2015, wielokrotny reprezentant kraju – odnotował wtedy następujące wyniki:
- 2016 – Młodzieżowe Mistrzostwa Świata, Rotterdam – czwórka podwójna – IV miejsce,
- 2018 – Młodzieżowe Mistrzostwa Świata, Poznań – ósemka – XI miejsce,
- 2018 – Akademickie Mistrzostwa Świata, Szangahaj – dwójka podwójna –  srebrny medal[35].